# معبد دبود
معبد دِبود (به اسپانیایی: Templo de Debod)، یک پرستشگاه مصری متعلق به ایزیس، الههٔ مصر باستان است که اکنون در مادرید، اسپانیا بازچینی شده‌است. بنای اصلی معبد در جزیره فیله در ۱۵ کیلومتری اَسوان در جنوب مصر واقع شده‌بود. مصر در سال ۱۹۶۸، معبد دِبود را به پاس کمک‌های اسپانیا در جابجایی معبد ابوسمبل، به آن کشور هدیه کرد.
معبد دِبود، اکنون در یکی از پارک‌های مهم مادرید به نام پارک دِل اوئسته، در نزدیکی کاخ سلطنتی مادرید، بازچینی و با توجه به شاخصه‌های معماری مصر باستان، محوطه‌سازی شده‌است.

## نگارخانه

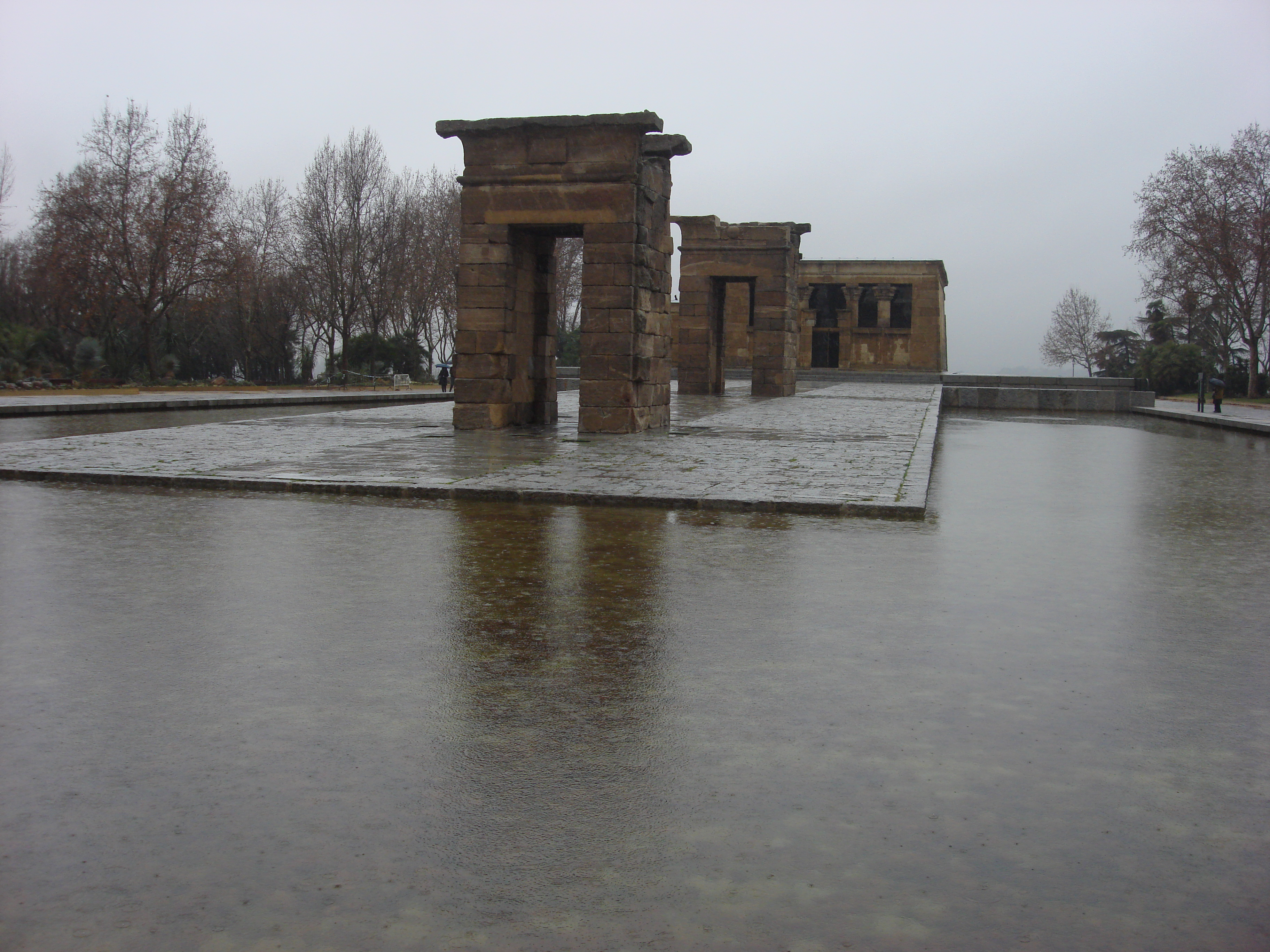
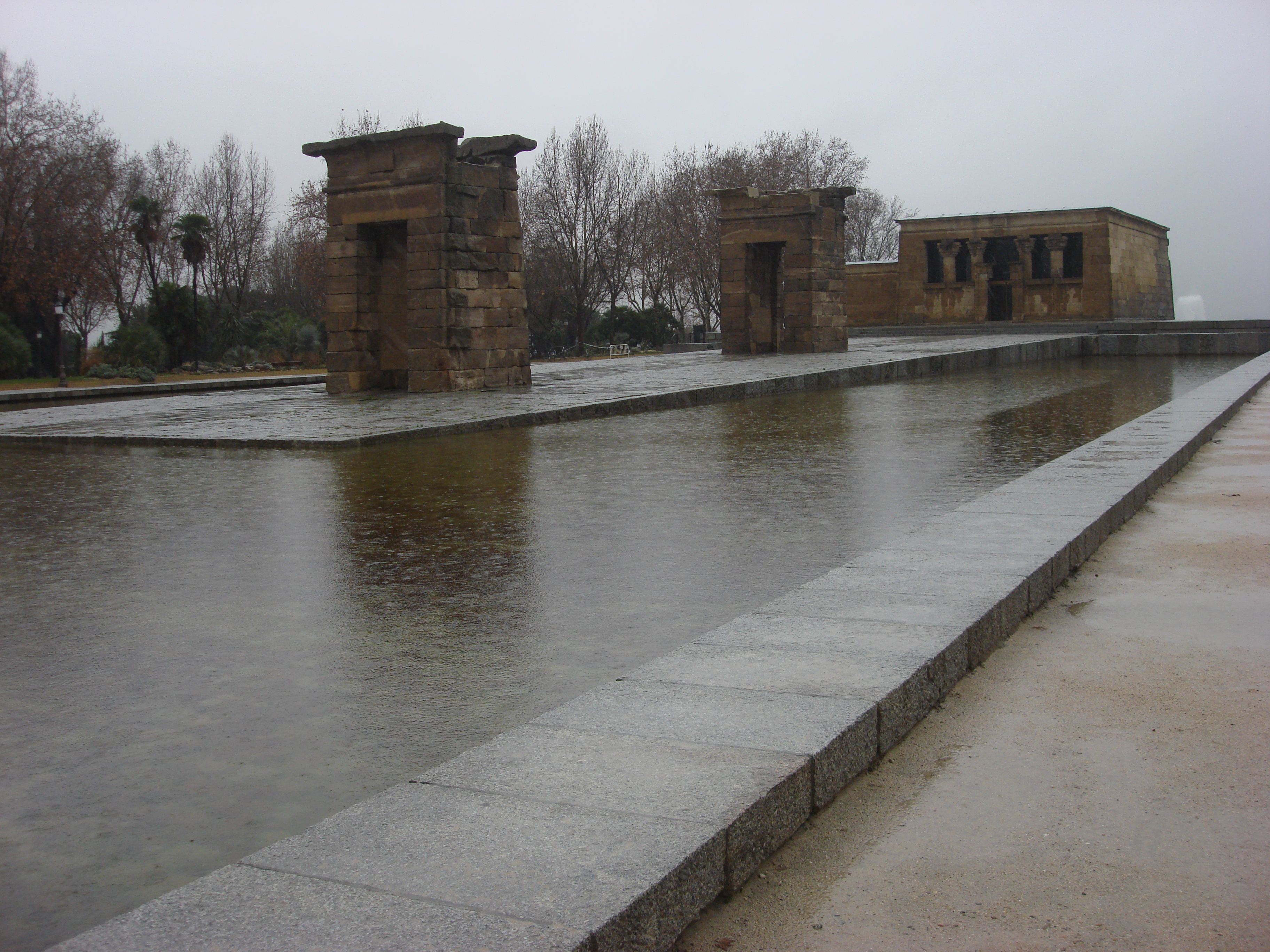
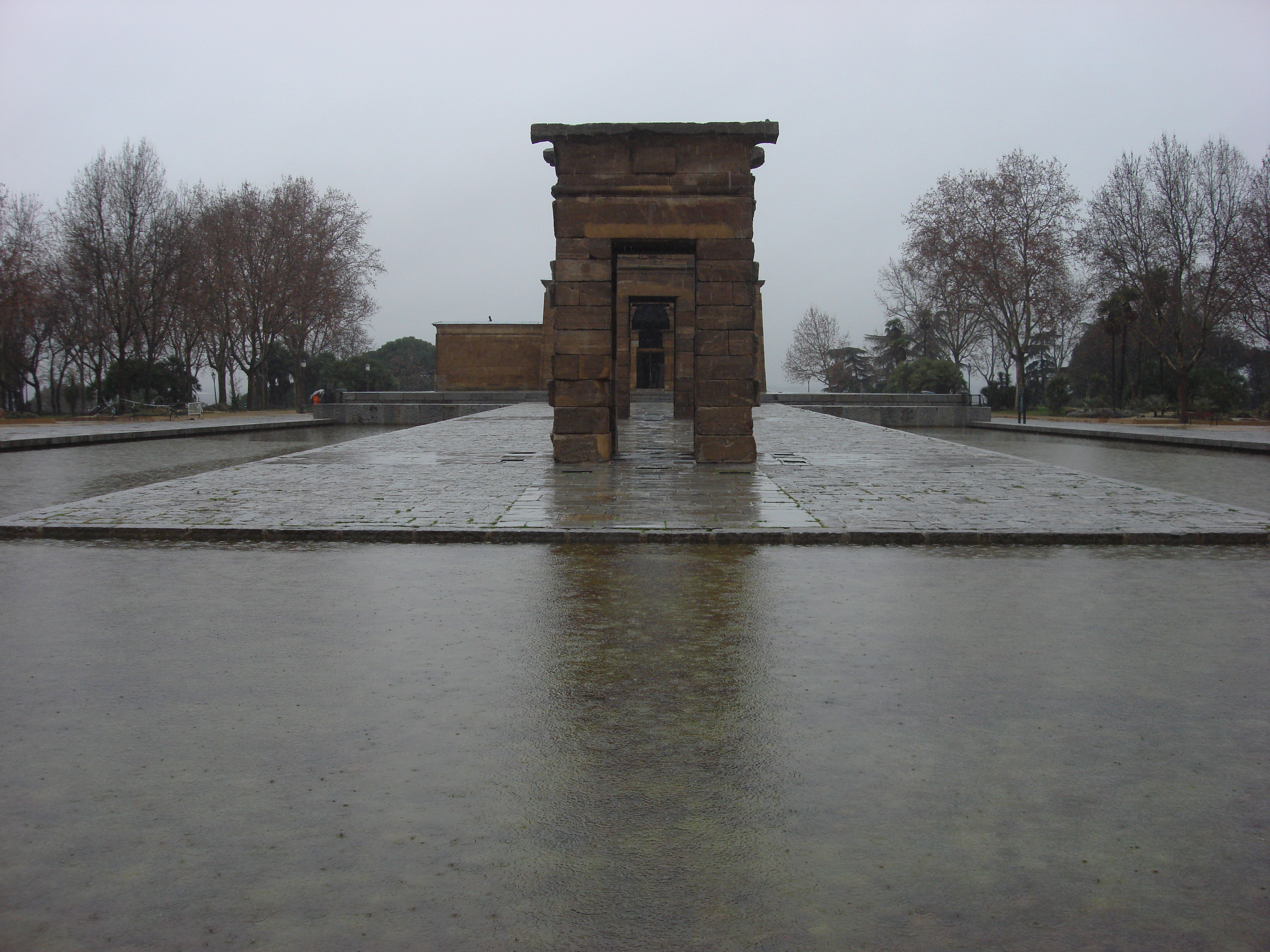
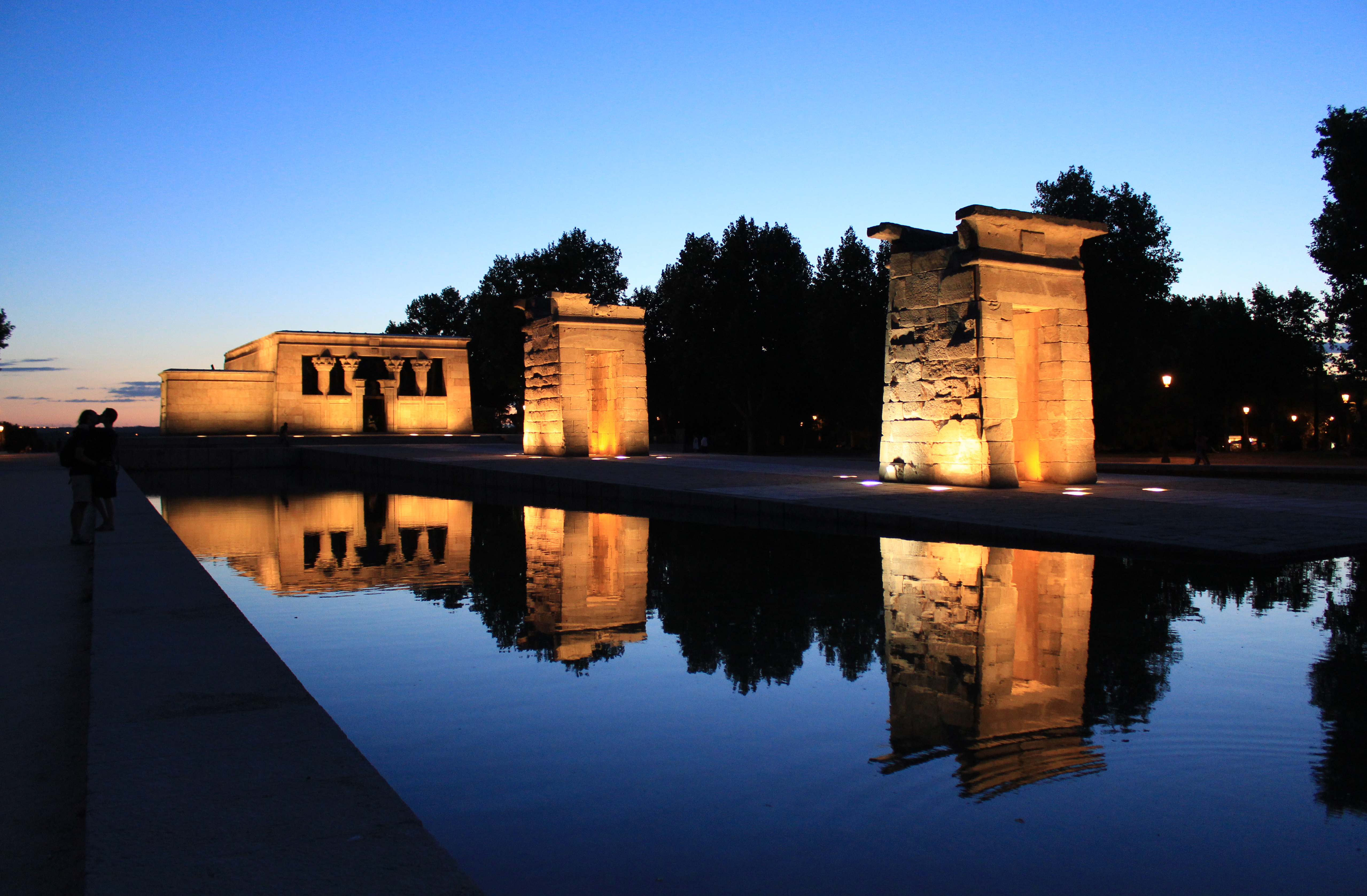
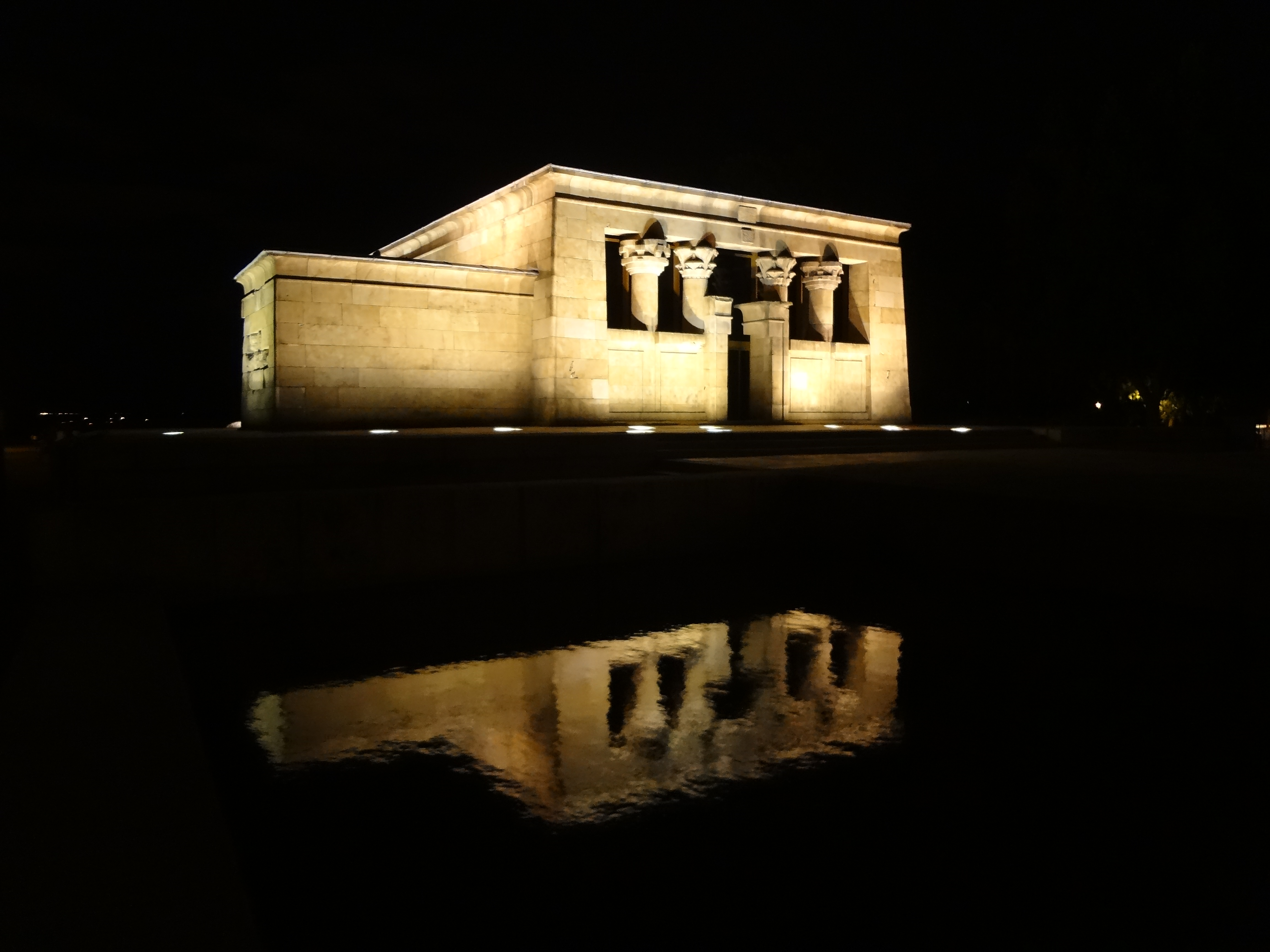
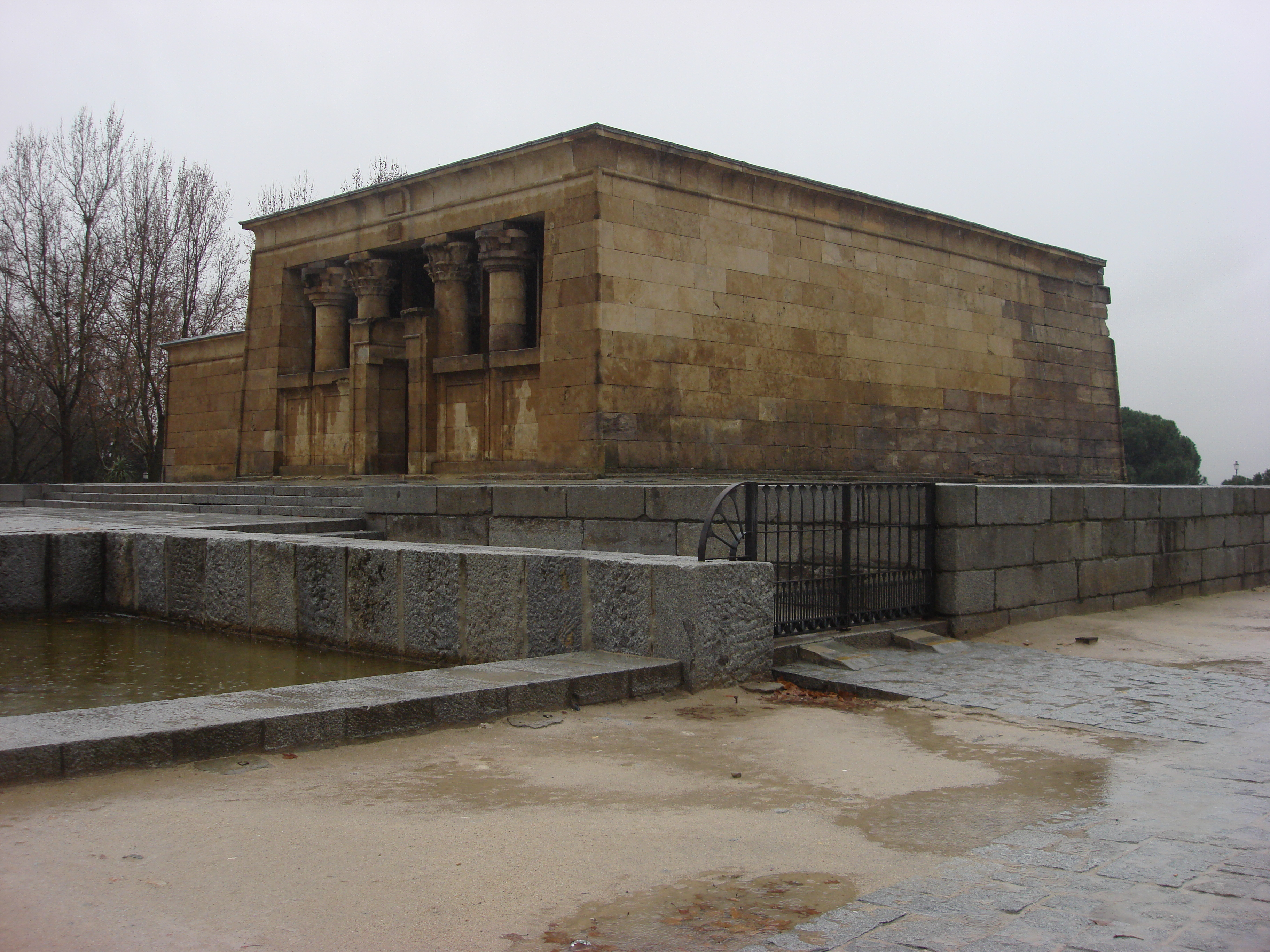
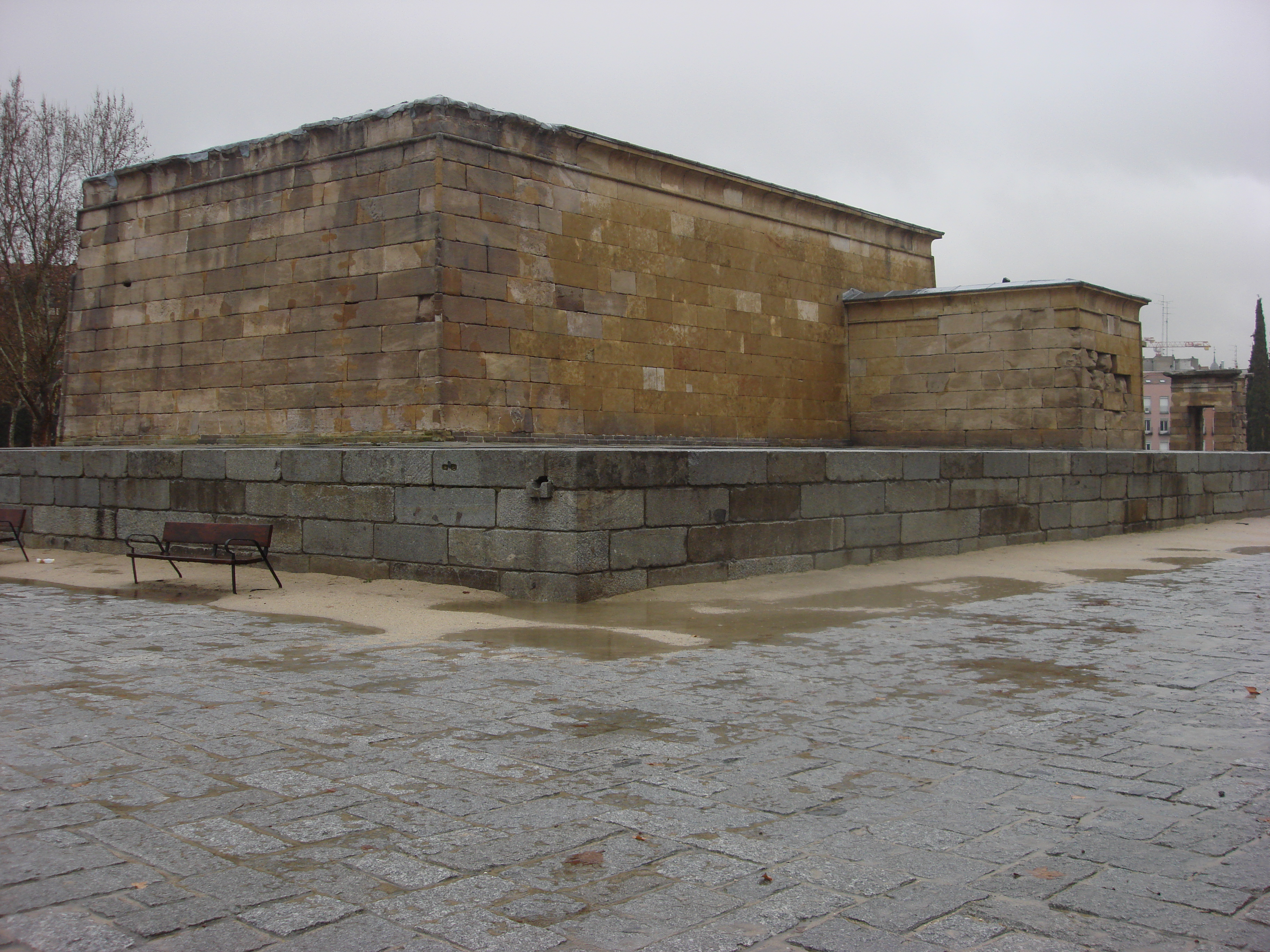
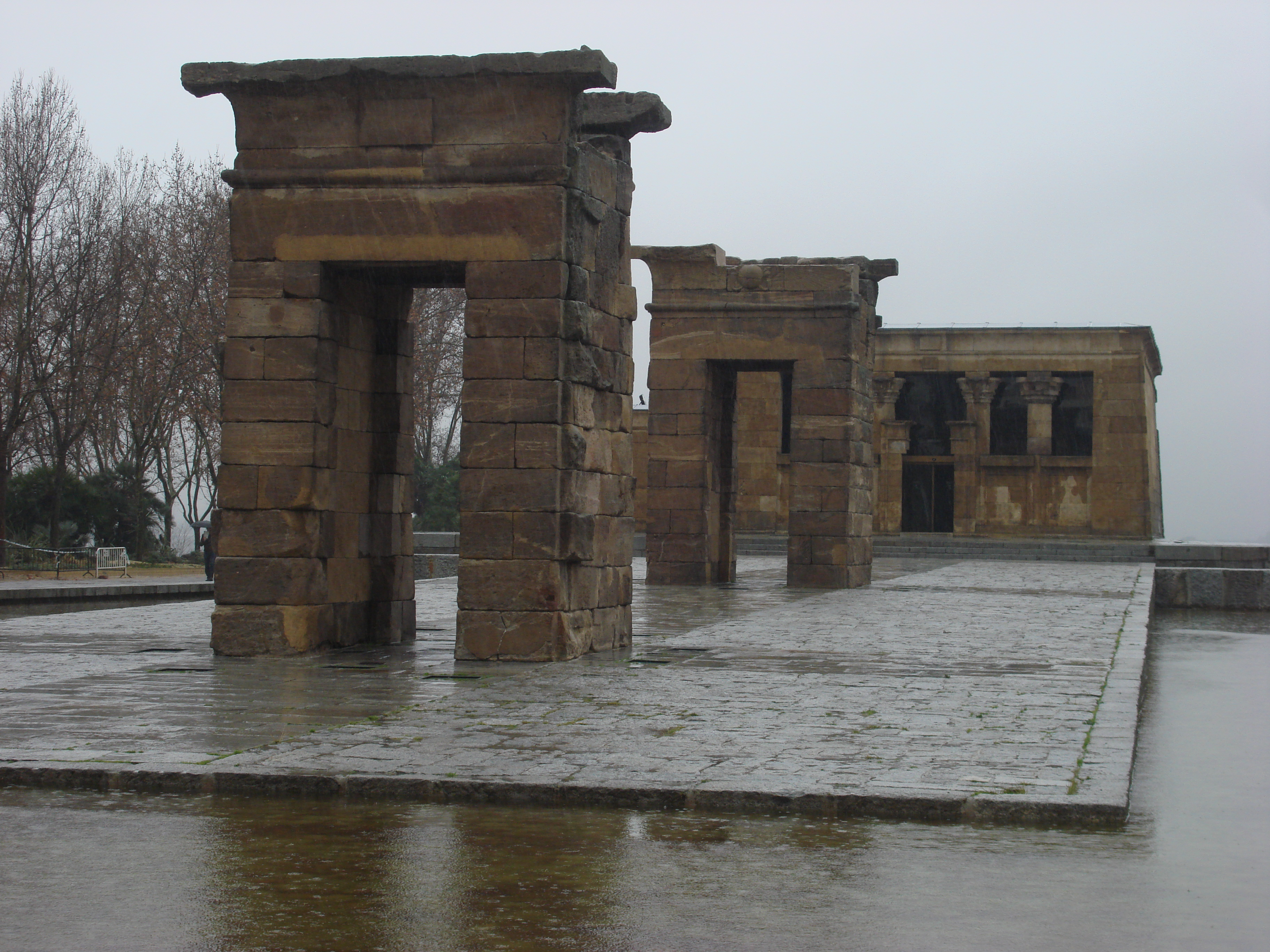
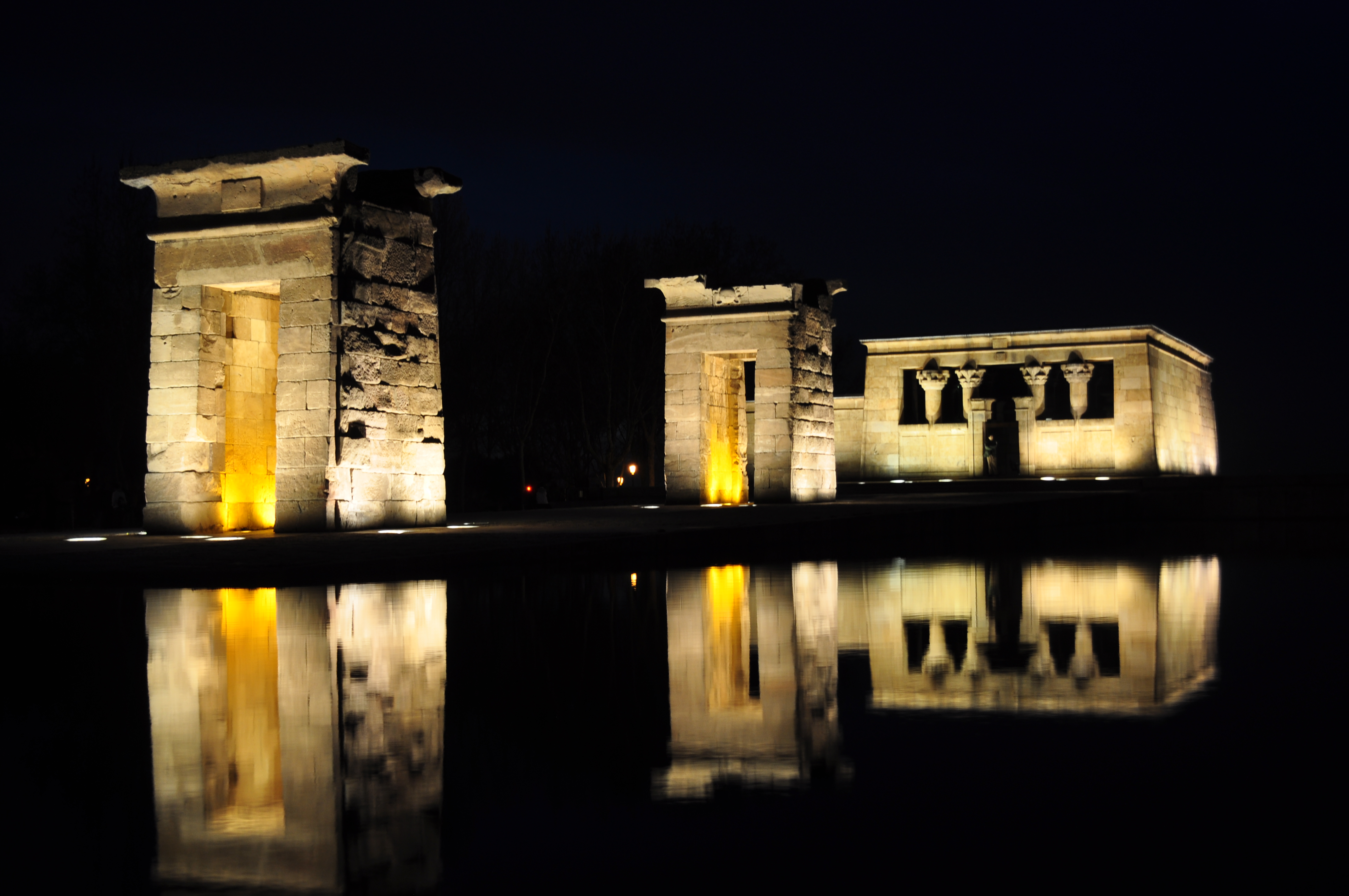
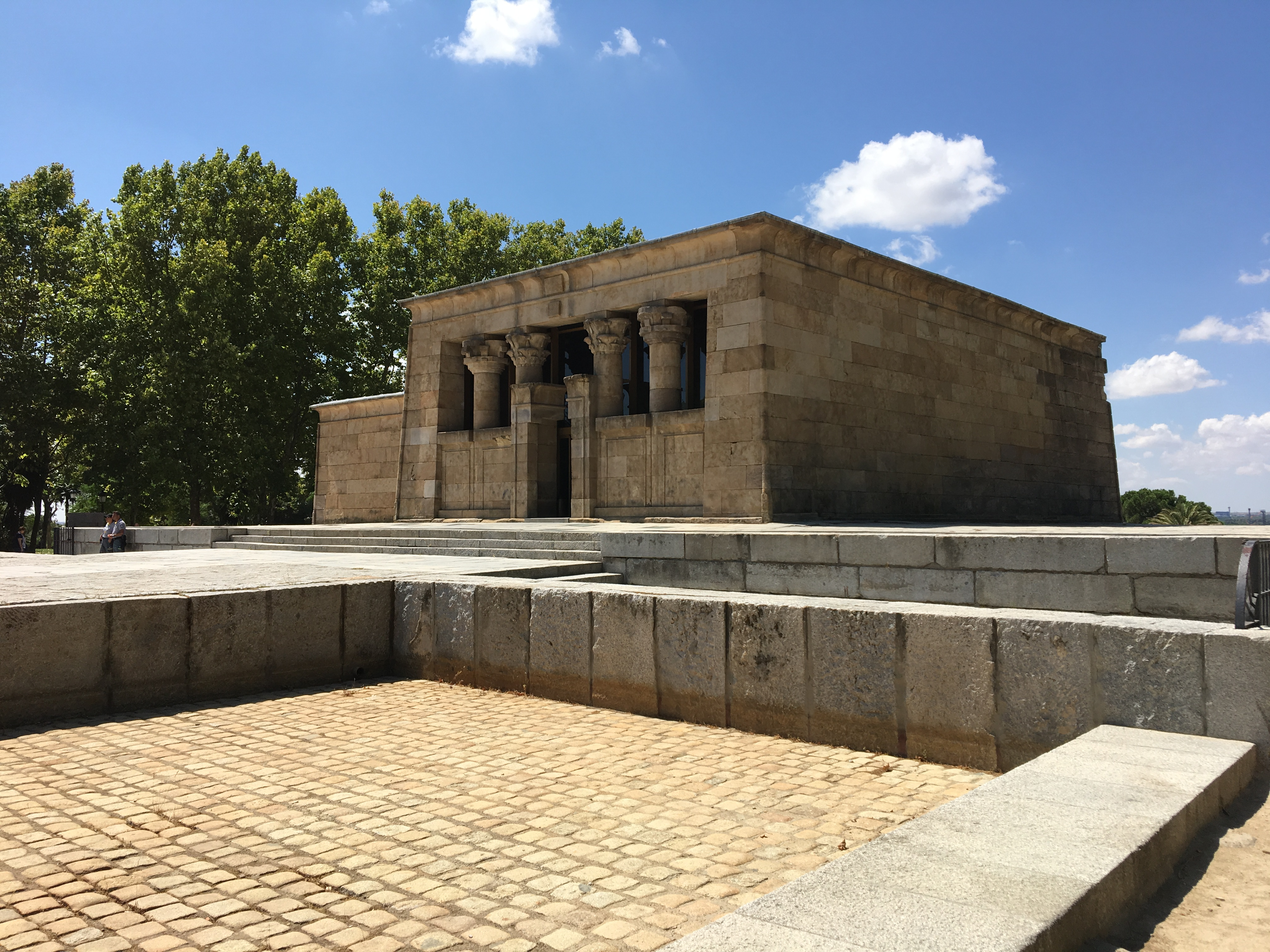
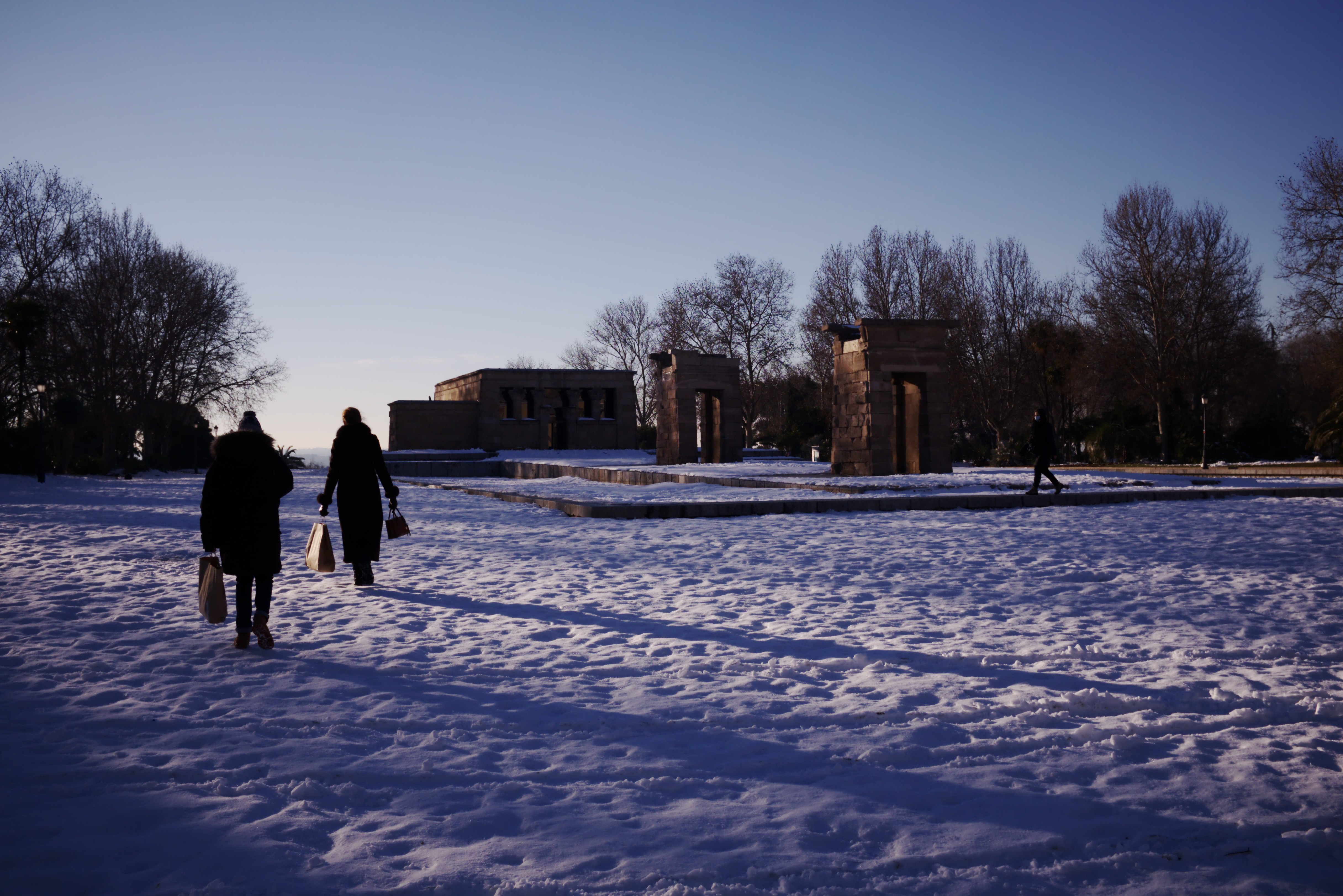
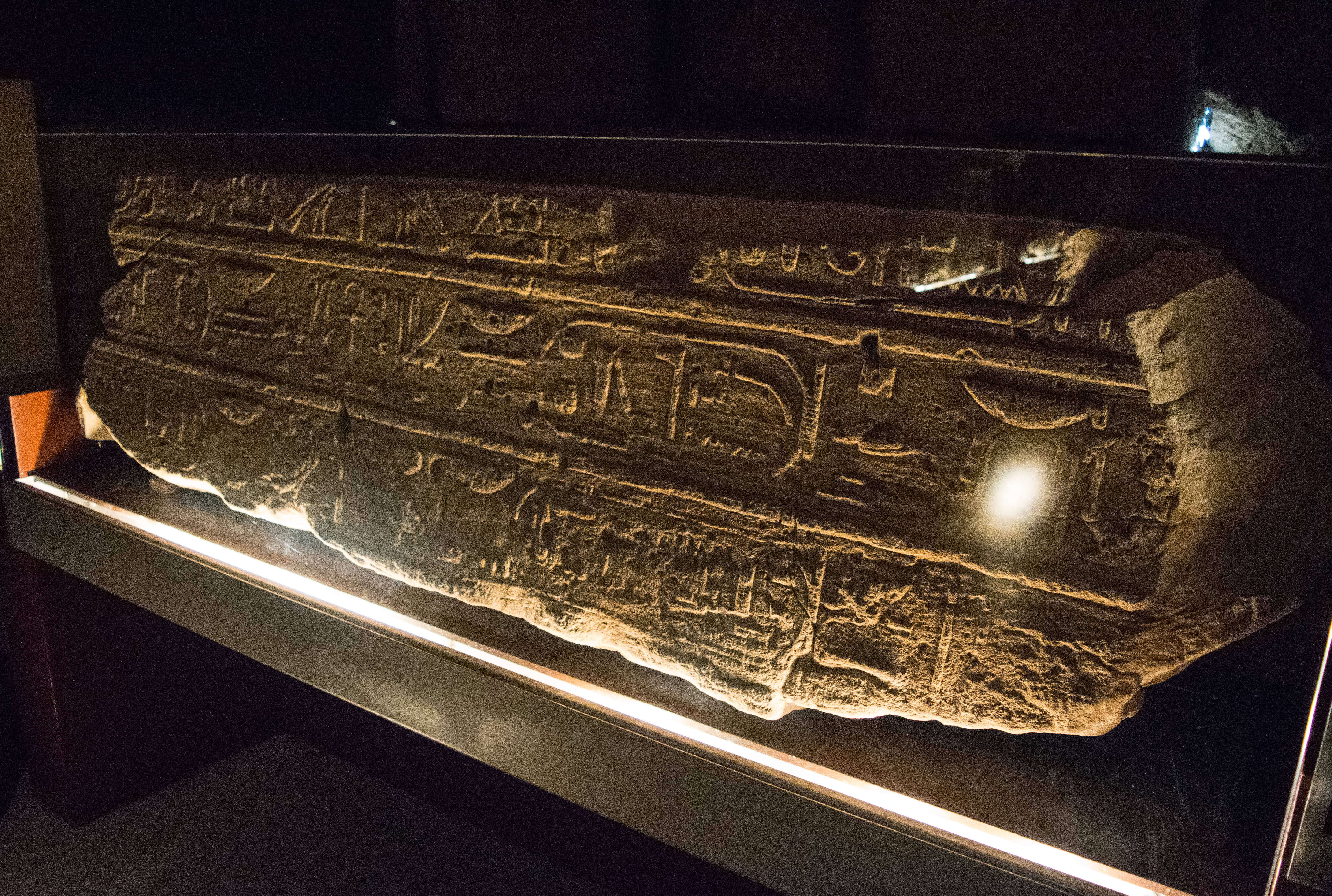
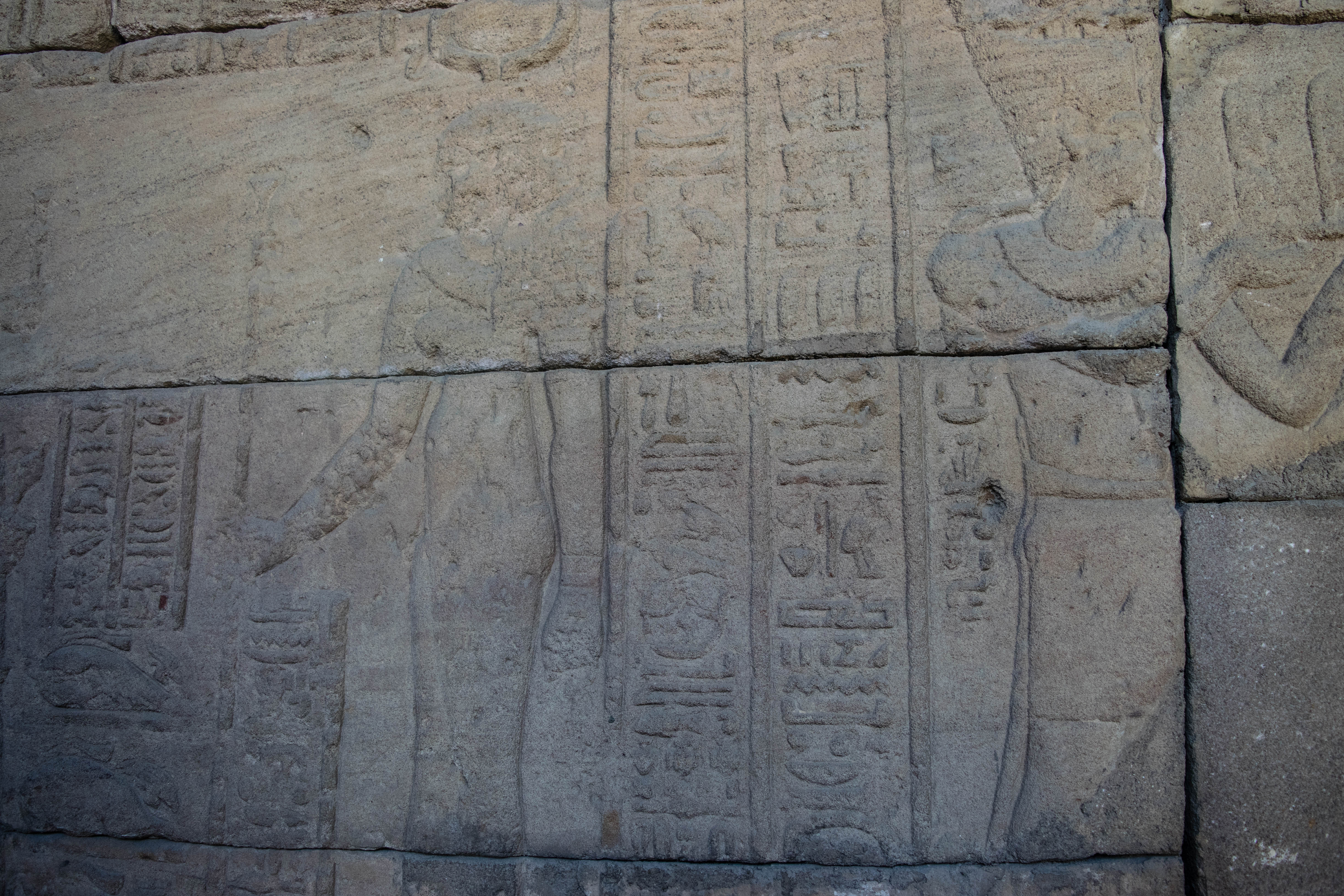
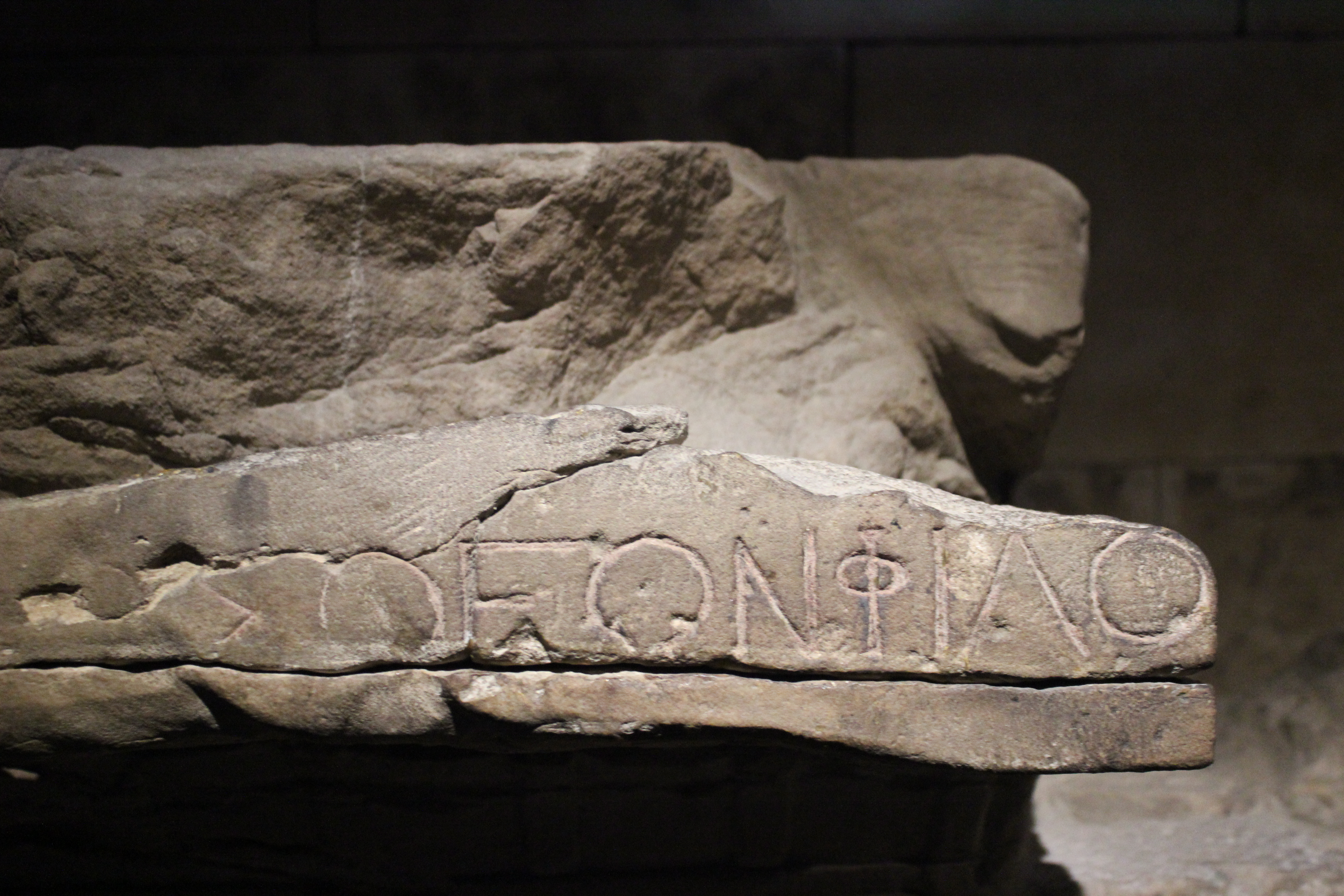
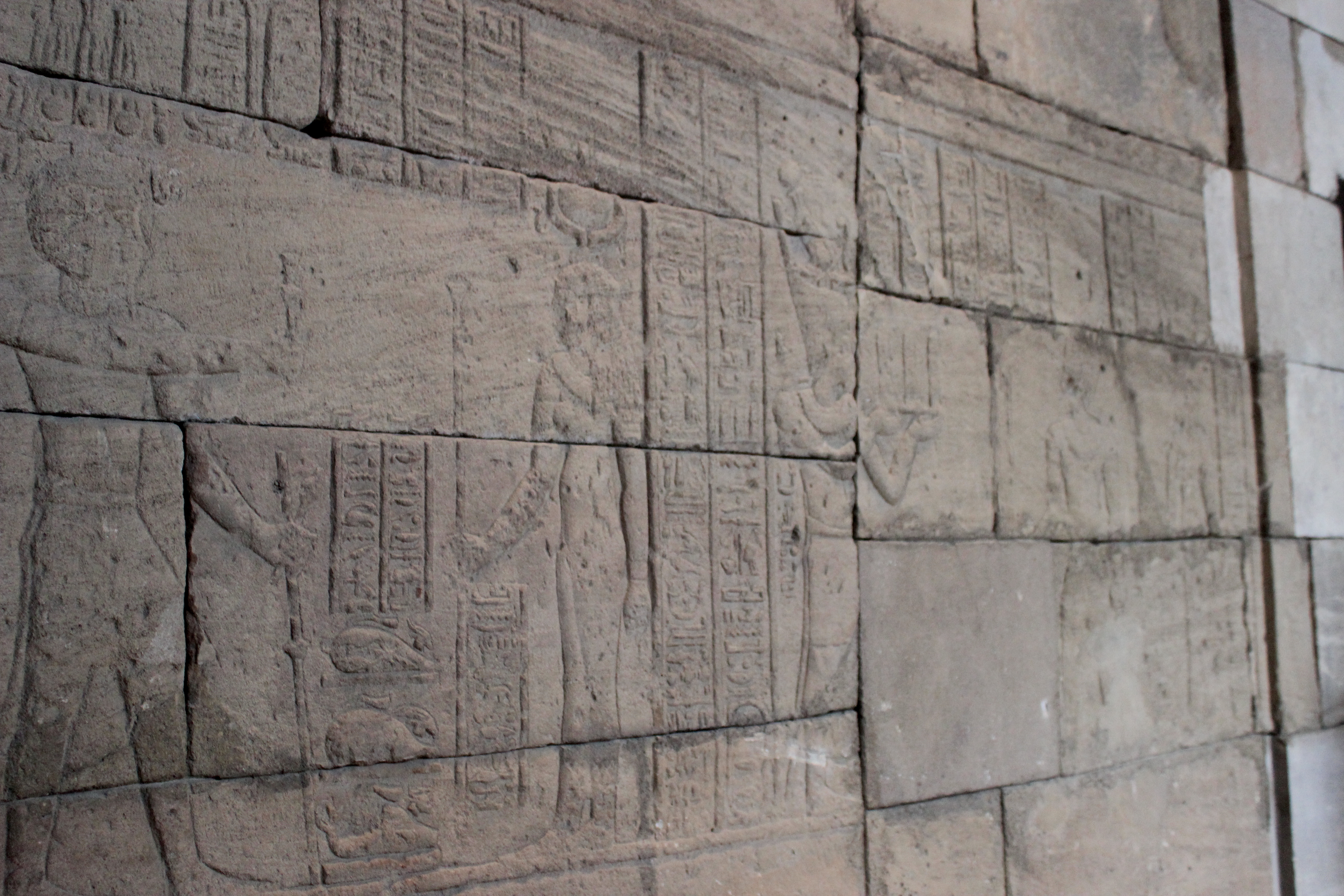
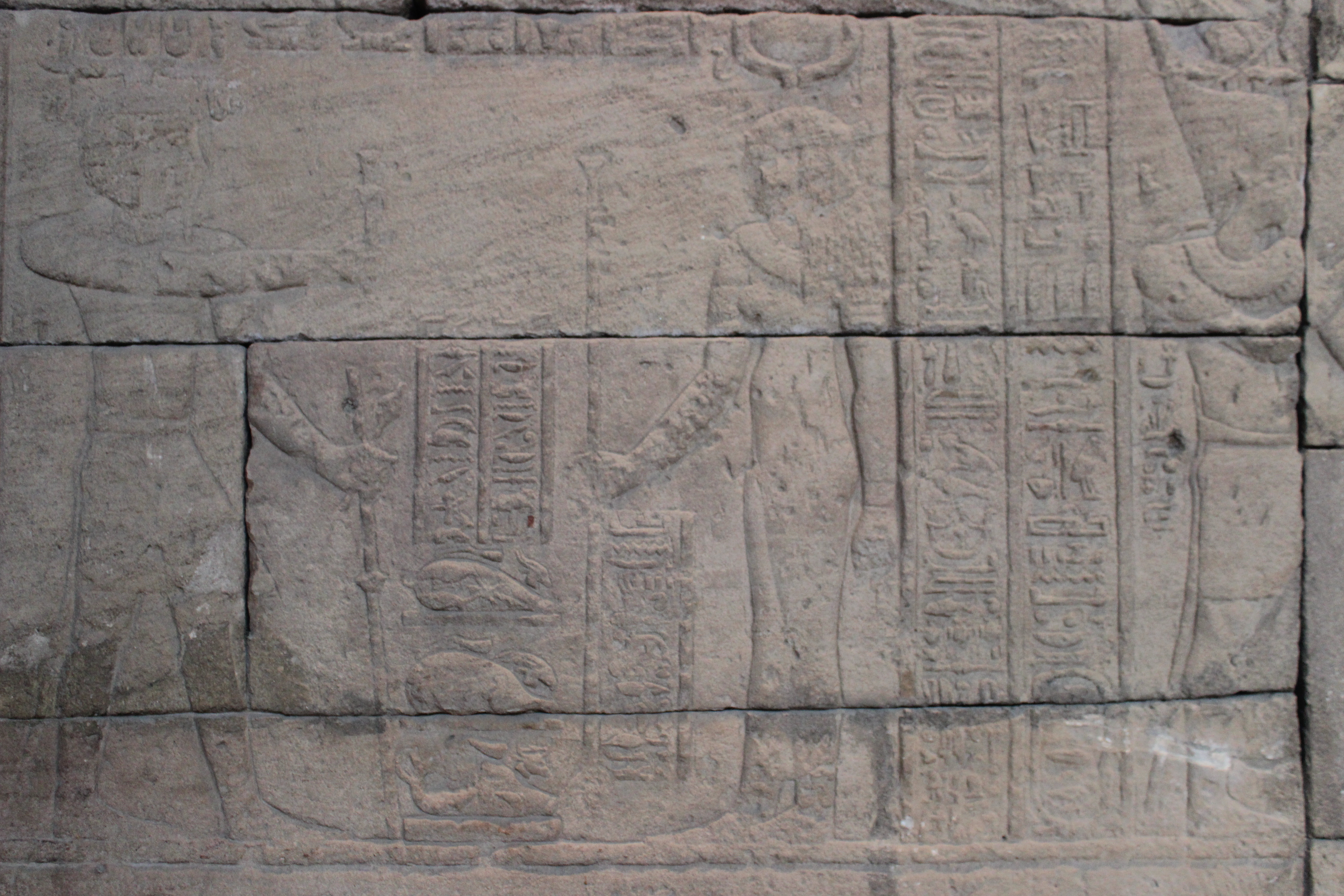
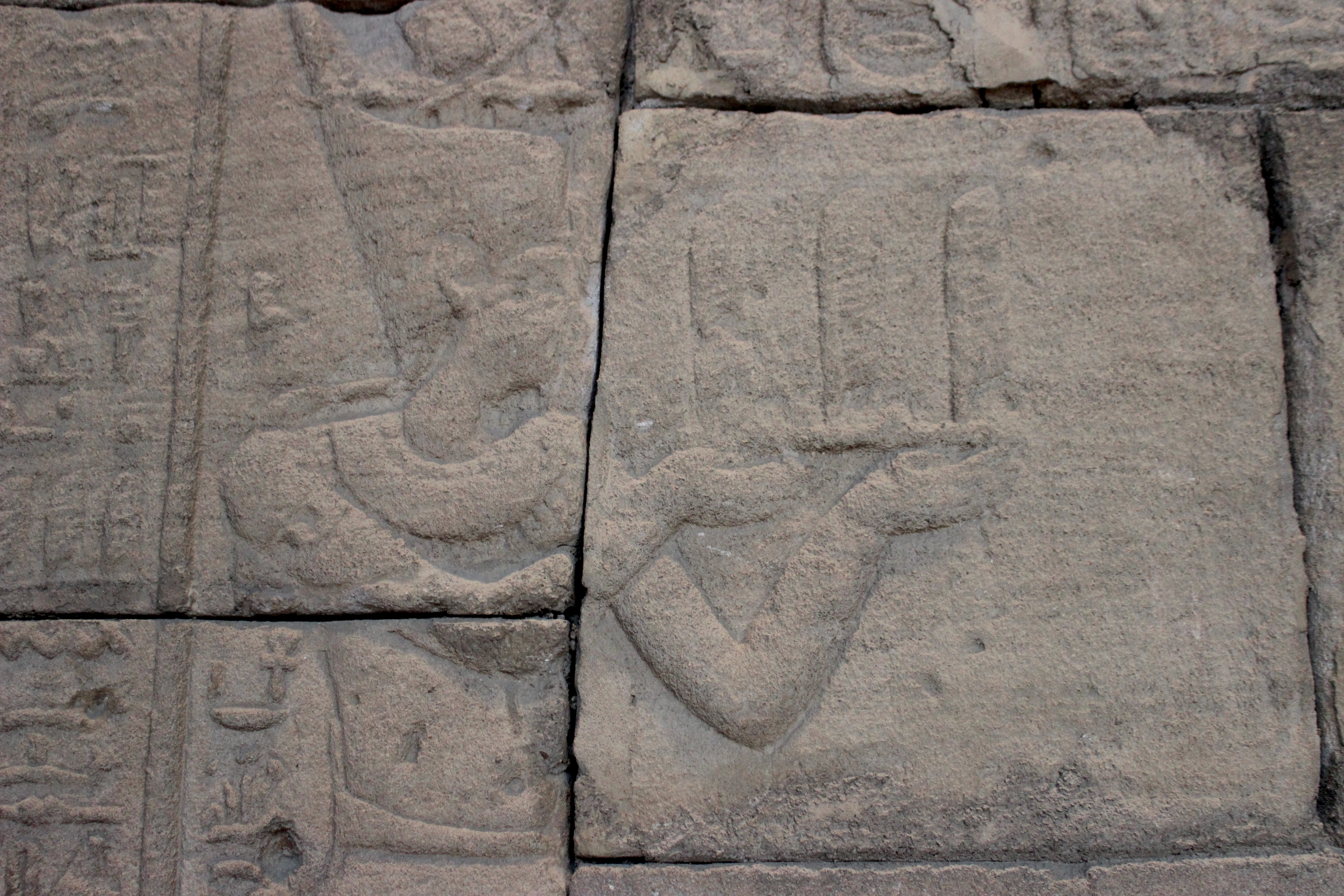